# Wait Til You See My Smile
Wait Til You See My Smile é uma canção da cantora e compositora americana Alicia Keys gravada para seu quarto álbum, The Element of Freedom, lançado em 2009. 

Foi lançada como single no Reino Unido em 13 de Dezembro de 2010.

## Uso na Mídia
A canção foi incluída no 13º episódio da sexta temporada da série Grey's Anatomy e também foi usada no comercial da linha de Câmeras digitais da Samsung, "Samsung DualView".

## Faixas e formatos
| UK/Irlanda Download Digital |                                                      |         |  |
| N.º                         | Título                                               | Duração |  |
| 1.                          | "Wait Til You See My Smile" (Radio Edit)             | 3:00    |  |
| 2.                          | "Un-thinkable (I'm Ready)" (Remix) (Featuring Drake) | 4:42    |  |

## Histórico de lançamento
| País        | Data                   | Formato         | Gravadora |
| ----------- | ---------------------- | --------------- | --------- |
| Reino Unido | 13 de Dezembro de 2010 | Edição de rádio | J Records |